# Jaume Comas i Font
Jaume Comas i Font (Premià de Mar, 2 d'agost de 1974) és un jugador de bàsquet català, ja retirat.
Fou el capità i el jugador amb més partits disputats del Plus Pujol Lleida. Va ser internacional amb la selecció espanyola de bàsquet als Jocs Olímpics d'Atenes 2004 on va quedar a la setena posició.
Era un base explosiu i molt treballador, que imprimia molta rapidesa i intensitat al joc, cosa que complicava la feina a la defensa rival. Tenia un bon llançament de triple i repartia assistències als seus companys. En tasques defensives tenia com a principal arma el robatori de pilota, recuperant així de nou la possessió.

## Palmarès
- 2 Lliga catalana de bàsquet masculina: 2002-03, 2003-04

## Trajectòria
- 1993-1994: Premià de Mar (Segona Divisió)
- 1994-1995: Mataró (Segona Divisió)